# Waldviertlerbahn-Radweg
Der Waldviertlerbahn-Radweg ist ein, je nach gewähltem Startpunkt, ca. 46 beziehungsweise 48 Kilometer langer Radweg in Niederösterreich.

## Streckenverlauf
Die Strecke orientiert sich grob am Verlauf der Waldviertler Schmalspurbahnen und verläuft durch folgende Orte in Niederösterreich:
Groß Gerungs → Bad Großpertholz → St. Martin → Weitra → Gmünd
Des Weiteren gibt es eine alternative Route, welche statt in Groß Gerungs, von Langschlag aus startet. In jedem der erwähnten Orte befindet sich ein Bahnhof, an dem die Waldviertler Schmalspurbahn hält. Man kann auch Teile des Radwegs überspringen und die restliche Strecke mit der Waldviertler Schmalspurbahn zurücklegen.

## Streckenprofil
Der Großteil der Strecke führt über asphaltierte, jedoch verkehrsarme Straßen und ist somit unter anderem auch für Kinder geeignet. Des Weiteren ist der Schwierigkeitsgrad aufgrund des Verhältnisses von Höhenmetern zu zurückgelegter Wegstrecke als „leicht“ einzustufen.

## Daten
Die Route, welche in Groß Gerungs startet, hat eine Länge von 48,2 Kilometer und insgesamt 752 Höhenmeter. Die Alternativroute mit dem Startort Langschlag ist 46,3 Kilometer lang mit 723 Höhenmetern. Beide Strecken sind bei einer Durchschnittsgeschwindigkeit von 12 km/h in ungefähr 4 Stunden zu bewältigen.